# IBM Lotus Domino
Lotus Domino是IBM的一个服务器产品，提供了企业级的电子邮件、协作能力以及一个可定制的应用平台。Domino最早被称为Lotus Notes Server，是莲花公司的客户端-服务器通信技术的服务器组件。它可以被用作Lotus Notes的应用服务器并/或作为一个网页服务器。它还包含了一个内置的数据库系统，使用NSF格式。其目录服务也可以被用作认证的目的。2018年12月，将软件全部出售给了HCL Technologies。

## 面向文档的数据库
IBM Lotus Domino产品系列使用被称为NSF（Notes Storage Facility）的面向文档的数据库来管理半结构化数据，如富文本（Rich Text）及文件。数据以文档的形式被储存，并且视图可以使查找特定文档十分高效。面向文档的数据库是Domino架构的核心部分。

### 文档
文档包含唯一的ID，以及其他内置的字段，如最终作者、最后修改日期，等等，并且自定义特殊字段。文档可以包含富文本，存储为原生Notes富文本（CD记录格式）或MIME格式。这两种存储类型都可以用来存储格式化文本以及图像，但是只有Notes富文本格式被表单或页面这样的设计元素所使用。文档还可以包含完整的文件附件。通过API及视图可以查询文档。作为内置的特性，Lotus Domino也支持完整数据库的全文文本检索。

## 复制
Lotus Notes在跨服务器和客户端数据库的不同replicas上使用被动复制来维持数据的一致性。

## 安全
Lotus Domino服务器和数据库拥有多层次的安全性，包括从服务器访问到针对独立数据库、文档、部分文档或数据库范围内的行为。 

## Lotus Domino产品
- Lotus Domino
  - Collaboration Express
  - Enterprise Server
  - Messaging Express
  - Messaging Server
  - Utility Express
  - Utility Server
- Lotus Domino Access for Microsoft Outlook
- Lotus Domino Administrator Client
- Lotus Domino Designer Client
- Lotus Domino Document Manager (formerly Domino.Doc)
- Lotus Domino Everyplace
- IBM Lotus iNotes (IBM Lotus Domino Web Access before 2008)
  - Lite Mode (for slow connections, available since 8.0.1)
  - Ultralite Mode (for Safari browser on Apple iPhone, available since 8.0.2)
- Lotus Domino Unified Communications
- Lotus Notes Traveler

## Lotus Domino服务
Lotus Domino服务器可以提供多种服务。核心服务包括：
- 电子邮件服务器（支持Lotus Notes、POP3、IMAP、网页浏览器以及Outlook客户端和SMTP支持）
- 应用程序服务器（Lotus Notes客户端提供运行时）
- 网页服务器（通过网页浏览器浏览Lotus Notes数据或其他内容）
- 数据库服务器（Notes Storage Facility）
- 目录服务器（LDAP）

Lotus Domino服务器的附加组件可以提供以下特性：
- 数据集成（Lotus Enterprise Integrator）
- 即时通信和网络会议（IBM Sametime）
- 文档管理（Domino Document Manager）
- 协作空间（Domino Quickplace）
- 移动应用程序服务器（Domino Everyplace）
- 移动"Push"同步到手持设备 - 邮件、日历、联系人、任务（Lotus Notes Traveler）

## 版本
Lotus Domino产品与Lotus Notes客户端产品使用相同版本号同步发布。参见Lotus Notes Versions.